# Mare de Déu del Miracle de Cocentaina
El Monestir de la Mare de Déu del Miracle de Cocentaina (Comtat, País Valencià) ocupa part del Palau dels Comtes i, des del punt de vista artístic, el Monestir és la part més interessant. Es va iniciar la seua construcció el 20 de setembre de 1656 i el 20 de gener de 1670 era traslladada la Mare de Déu del Miracle al seu nou temple, per la qual cosa es dedueix que haurien d'estar acabades les obres. La façana es caracteritza per la total absència de decoració; una enorme portalada de mig punt dona accés al Monestir.
A l'interior del Monestir existeixen diverses obres d'art; d'elles, mereix especial esment el retaule gòtic del S. XV de Santa Anna amb Maria i el Xiquet. Una icona romana d'Orient del S. XVI de la Mare de Déu Odegetria, així com el reclinatori del Comte, entre d'altres més.
A l'interior del Monestir cal destacar la col·lecció de quadres del pintor napolità Paolo de Mattei, donats pel Comte de Cocentaina Francisco de Benavides en 1697. Un altre artista italià, Antonio Aliprandi, és l'autor de la decoració de la Capella Major, obra escenogràfica d'estil barroc decoratiu que va dur a terme entre 1704 i 1705.
També cal destacar el sòcol de taulells del S. XVII, el púlpit, la porta de la sagristia, dos quadres del cambril i una làpida de marbres amb inscripció de bronze al peu de l'altar, així com un escut dels Comtes de Cocentaina d'estuc policromat situat sobre l'arc del presbiteri; acompanyen a l'escut dues figures alegòriques i querubins, pintats al mateix arc.
El campanar de l'església té dues campanes, anomenades Maria i Sant Miquel (o les Monges), datades de 1747 i 1940 respectivament.